# Холстон (река)
Холстон (англ. Holston River) — река на юго-западе штата Виргиния и на северо-востоке Теннесси. Берёт начало на юго-западе Виргинии в виде трёх верховий (Норт-Форк, Мидл-Форк и Саут-Форк), которые сливаются уже на территории штата Теннесси, близ города Кингспорт. Норт-Форк начинается в округе Бленд и имеет протяжённость 222 км. Мидл-Форк (90,9 км) начинается у западной границы округа Вит и сливается с рекой Саут-Форк в округе Вашингтон, к югу от города Абингдон. Саут-Форк берёт начало близ деревни Щуга-Гров, в округе Смит, и имеет протяжённость 180 км. От места слияния трёх рек, Холстон имеет протяжённость 219 км и течёт преимущественно в юго-западном направлении, к северу от хребта Бэйс-Маунтинс. Сливается с рекой Френч-Брод к востоку от центра города Ноксвилл, формируя при этом реку Теннесси.